# WZT-4
WZT-4 – wóz zabezpieczenia technicznego, produkcji polskiej, bazujący na podwoziu czołgu PT-91Z, w wersji dla Malezji, i kadłubie MID.

## Historia
WZT-4 jest projektem zakładów OBRUM i ZM Bumar Łabędy, który został zaprojektowany na potrzeby kontraktu sprzedaży czołgów PT-91Z do Malezji. W lipcu 2008 roku oddano do produkcji pojazd, który zunifikowano z zamówionymi przez Malezję czołgami typu PT-91Z, poprzez użycie tych samych podzespołów: układ napędowy Power Pack z silnikiem PZL Wola S-1000R o mocy 1000 KM i automatyczną przekładnią SESM Renk ESM-350M oraz użycie kadłuba MID, który zapewnia również lepsze warunki pracy załogi.

## Konstrukcja
Wydawało się logicznym oparcie jego konstrukcji na WZT-3, ale analizy wykazały, że lepiej w nowym wozie sprawdzi się konstrukcja maszyny inżynieryjno-drogowej MID-M.
Wnętrze wozu dzieli się na trzy przedziały: załogi w przedniej części, w środkowej transportowy i napędowy z tyłu wozu. Przedział transportowy może służyć do przewożenia większych urządzeń niezbędnych do wykonywania prac inżynieryjnych, lub do transportu rannych - do 3 osób na noszach w pozycji leżącej. Całość jest klimatyzowana.
- zastosowano silnik o mocy 1000 KM
- przekładnia automatyczna z wolantem
- układ napędowy PowerPack
- klimatyzacja
- agregat prądotwórczy
- system nawigacji
- system zarządzania polem walki
- dwie radiostacje
- telefon wewnętrzny
- żuraw o udźwigu do 20 t umieszczony po przeciwnej stronie do wylotu spalin (ułatwia to warunki pracy),
- bębnowa hydrauliczna wciągarka o uciągu 30–90 t przy użyciu bloczków.

Uzbrojenie to przeciwlotniczy karabin maszynowy kal. 12,7 mm NATO, przyrządy obserwacyjne dzienne i nocne, zespół urządzeń ochrony przed bronią masowego rażenia, wyrzutnie granatów zadymiających oraz termiczną aparaturę zadymiającą do stawiania zasłon dymnych, urządzenie przeciwpożarowe wewnątrz wozu, urządzenie ułatwiające poruszanie się w wodzie, urządzenie holownicze, wciągarkę pomocniczą, oraz spychacz. W chwili rozpoczęcia produkcji WZT-4 należał do najnowocześniejszych pojazdów tego typu na świecie.
W każdym wozie znajduje się komplet części zamiennych i narzędzi, spawarka elektryczna, palnik acetylenowo-tlenowy do cięcia i spawania, przetwornica napięcia oraz wyposażenie do ewakuacji medycznej rannych.
Napęd to sześć par podwójnych kół jezdnych, przednich kół napinających i tylnych napędowych.

## Użytkownicy
- Malezja: Wojska Lądowe Sił Zbrojnych Królestwa Malezji – 6 szt.[3]